# Bokonija
Bokonija (lat. Bocconia), biljni rod od jedanaest vrsta grmova ili manjeg drveća iz porodice makovki (Papaveraceae). Rod je raširen po Srednjoj i Južnoj Americi. Opisao ga je Linnaeus 1753. i imenovao po talijanskom botaničaru P. Bocconeu (1633. – 1704.).
Neke vrste se koriste u tradicionalnoj medicini ili kao ukrasno drveće (B. arborea).

## Vrste
1. Bocconia arborea S.Watson
2. Bocconia frutescens L.
3. Bocconia glaucifolia Hutch.
4. Bocconia gracilis Hutch.
5. Bocconia hintoniorum B.L.Turner
6. Bocconia integrifolia Bonpl.
7. Bocconia latisepala S.Watson
8. Bocconia macbrideana Standl.
9. Bocconia oblanceolata Lundell
10. Bocconia pubibractea Hutch.
11. Bocconia vulcanica Donn.Sm.